# Щецинське воєводство (1975—1998)
Щецинське воєводство (пол. Województwo szczecińskie) — одне із 49 воєводств Польщі, що існували в Польщі в період 1975 — 1998 років як основні одиниці адміністративного поділу цієї країни.
Найбільшим містом і адміністративним центром воєводства був Щецин. Територія воєводства становила 9981 км². У ньому мешкало 989 000 жителів (станом на 1994 рік). Щецинське воєводство було скасовано в результаті адміністративної реформи 1998 року. У 1999 році його територія повністю увійшла до новоствореного Західнопоморського воєводства.
У 1975 році включало 29 міст і 59 ґмін. Станом на 1998 рік включало 31 місто та 51 ґміну. Межувало з двома воєводствами: Кошалінським на сході та Гожовським на півдні. На заході до 1990 року межувало з НДР, потім з ФРН. За роки існування воєводства права міст повернули Мендзиздроє у 1984 році та Гольчево в 1990 році.
З районів воєводства було створено наступні повіти Західнопоморського воєводства: Голеньовський, Ґрифицький, Грифінський, Каменський, Лобезький, Полицький, Пижицький, Старґардський та міста Щецин і Свіноуйсьце.

## Районні адміністрації
- Районна адміністрація у Грифіце для ґмін: Бройце, Дзівнув, Ґольчево, Ґрифице, Камень-Поморський, Карнице, Плоти, Радово-Мале, Ресько, Реваль, Свежно та Тшебятув.
- Районна адміністрація у Ґрифіно для ґмін: Бане, Цединя, Хойна, Ґрифіно, Мешковиці, Моринь, Старе Чарново, Тшцинсько-Здруй та Відухова.
- Районна адміністрація у Ґоленюві для ґмін: Добра, Ґоленюв, Машево, Новоґард, Осіна, Пшибернув та Степниця.
- Районна адміністрація у Пижице для ґмін: Беліце, Долиціе, Козеліце, Ліп'яни, Пшелевіце, Пижице та Варниці.
- Районна адміністрація у Старґарді для ґмін: Хоцивель, Добжани, Інсько, Кобилянка, Лобез, Маряново, Стара Домброва, Старґард, Сухань та Венґожино, а також міста Старґард.
- Районна адміністрація у Щецині для ґмін: Добра, Колбасково, Нове Варпно, Полице та міста Щецин.
- Районна адміністрація у Свіноуйсьце для ґмін Мендзиздроє, Волін та міста Свіноуйсьце.

## Найбільші міста
Найбільші міста Щецинського воєводства за населенням (дані станом на 1995 рік):
- Щецин (419 300)
- Старґард (73 000)
- Свіноуйсьце (43 200)
- Полице (34 500)
- Голенюв (22 200)
- Грифіно (22 100)

Найбільші міста Щецинського воєводства за населенням (дані станом на 31.12.1998 р.):
- Щецин — 416 988
- Старґард — 73 753
- Свіноуйсьце — 43 570
- Полице — 35 100
- Голенюв — 22 621
- Грифіно — 22 435
- Грифіце — 18 037
- Новогард — 17 309
- Пижице — 13 247
- Лобез — 10 961
- Тшебятув — 10 316

## Населення в роках
| Рік                                   | Кількість мешканців |
| ------------------------------------- | ------------------- |
| 1975 (31 грудня)                      | 853,7 тис.          |
| 1976 (31 грудня)                      | 866,7 тис.          |
| 1977 (31 грудня)                      | 878,3 тис.          |
| 1978 (національний перепис населення) | 878 198             |
| 1978 (31 грудня)                      | 876,9 тис.          |
| 1979 (31 грудня)                      | 889,3 тис.          |
| 1980 (31 грудня)                      | 897,9 тис.          |
| 1983 (31 грудня)                      | 924,1 тис.          |
| 1985 (31 грудня)                      | 942,6 тис.          |
| 1986                                  | 951 тис.            |
| 1987                                  | 958,7 тис.          |
| 1988                                  | 958 тис.            |
| 1989 (31 grudnia)                     | 967,3 тис.          |
| 1990 (30 czerwca)                     | 970,2 тис.          |
| 1990 (31 grudnia)                     | 972,1 тис.          |
| 1991 (31 grudnia)                     | 975,9 тис.          |
| 1992 (31 grudnia)                     | 981,4 тис.          |
| 1993 (30 czerwca)                     | 983,3 тис.          |
| 1994 (31 grudnia)                     | 989,2 тис.          |
| 1995 (30 czerwca)                     | 989,7 тис.          |
| 1995 (31 grudnia)                     | 990,5 тис.          |
| 1997 (31 grudnia)                     | 995,1 тис.          |